# フランク・E・キルローマイルハンデキャップ
フランク・キルローマイルハンデキャップ（Frank E. Kilroe Mile Handicap）は、アメリカ合衆国カリフォルニア州のサンタアニタパーク競馬場にて、毎年2月末から3月初頭に開催される競馬の競走である。フランク E.キルロー マイルハンデキャップと表記されることも多い。

## 概要
グレード制ではG1に類される。芝8ハロンで施行され、出走条件は4歳以上馬。G1に昇格したのは2005年からで、最高格の競走として歴史は比較的浅い。アメリカ西海岸を中心に、芝の有力マイラーが多く顔をそろえている。
競走名はフランク・キルローの名前を由来としている。
過去に日本調教馬の出走機会は無い。

## 歴史
- 1960年 - 競走名アーケイディアハンデキャップ（Arcadia Handicap）、距離芝10ハロン（約2012メートル）の条件で創設。
- 1972年 - 分割して施行。
- 1973年 - 2年連続で分割して施行。
- 1987年 - この年以降距離が短縮されて8ハロン（約1609メートル）で施行。
- 1991年 - エディー・デラフーセイが4連覇を達成。
- 2000年 - 馬場状態の悪化によりダート8ハロンで施行。
- 2001年 - この年以降競走名がフランク・E・キルローマイルハンデキャップとなる。
- 2005年 - G1に昇格。

## レースレコード

### レコードタイム
- 1分31秒89  アッティクス（1997年）

### 最多勝ち馬
- 2勝 - ガハイ（1975年、1976年）

### 最多勝オーナー
- 2勝 - ラグナ・セカ（1975年、1976年）

### 最多勝ジョッキー
- 8勝 - ラフィット・ピンカイ・ジュニア（1970年、1978年、1979年、1981年、 1982年、1992年、1995年、2001年）

### 最多勝調教師
- 7勝 - チャーリー・ウィッティンガム（1971年、1972年、1977年、1978年、1982年、1986年、1987年）

## 近年の勝ち馬
| 回     | 施行日        | 調教国・優勝馬  | 日本語読み           | 性齢 | タイム  | 優勝騎手         | 管理調教師       | 馬主                                                               |
| ------ | ------------- | --------------- | -------------------- | ---- | ------- | ---------------- | ---------------- | ------------------------------------------------------------------ |
| 第40回 | 1999年3月6日  | Lord Smith      | ロードスミス         | 騸4  | 1:34.53 | G.ゴメス         | B.ジャクソン     | ボイチ、クルーズ&クルーズ                                          |
| 第41回 | 2000年3月5日  | Commitisize     | コミティサイズ       | 牡5  | 1:36.61 | V.エスピノーザ   | B.バファート     | マイク・ペグラム                                                   |
| 第42回 | 2001年3月3日  | Road to Slew    | ロードトゥースルー   | 騸6  | 1:35.96 | L.ピンカイJr.    | C.ドラーセ       | ニック・チャファーシア                                             |
| 第43回 | 2002年3月2日  | Decarchy        | デカーチー           | 牡5  | 1:34.04 | K.デザーモ       | R.フランケル     | ジュドモントファーム                                               |
| 第44回 | 2003年3月1日  | Redattore       | レダットーレ         | 牡8  | 1:34.94 | A.ソリス         | R.マンデラ       | ルイス・アルフレッド・トーネー                                     |
| 第45回 | 2004年3月6日  | Sweet Return    | スウィートリターン   | 牡4  | 1:33.87 | G.スティーヴンス | R.マッカナリー   | レッドオークステーブル                                             |
| 第46回 | 2005年3月5日  | Leroidesanimaux | ルロワデザニモー     | 牡5  | 1:33.89 | J.コート         | R.フランケル     | TNTスタッド                                                        |
| 第47回 | 2006年3月2日  | Milk It Mick    | ミルクイットミック   | 牡5  | 1:34.49 | K.デザーモ       | J.M.キャシディ   | ポール・ディクソン                                                 |
| 第48回 | 2007年3月3日  | Kip Deville     | キップデヴィル       | 牡4  | 1:33.88 | R.ミグリオーレ   | R.ダトローJr.    | IEAHステーブル                                                     |
| 第49回 | 2008年3月1日  | Ever a Friend   | エヴァーアフレンド   | 騸5  | 1:33.37 | T.ベイズ         | M.ミッチェル     | スティーヴ&ジェフ・ウスティン/ダン・キャペン                       |
| 第50回 | 2009年3月7日  | Gio Ponti       | ジオポンティ         | 牡4  | 1:33.65 | R.ドミンゲス     | C.クレメント     | キャッスルトン・ライアンズ                                         |
| 第51回 | 2010年3月6日  | Proviso         | プロヴィソ           | 牝5  | 1:35.31 | M.スミス         | W.モット         | K.アブデュラ                                                       |
| 第52回 | 2011年3月5日  | Fluke           | フルーク             | 牡6  | 1:33.50 | R.ベハラーノ     | H.アスカニオ     | P.ボザノ                                                           |
| 第53回 | 2012年3月3日  | Willyconker     | ウィリーコンカー     | 騸5  | 1:33.88 | J.ロサリオ       | D.オニール       | K.ガードナー                                                       |
| 第54回 | 2013年3月2日  | Suggestive Boy  | サジェスティヴボーイ | 牡5  | 1:33.88 | J.タラモ         | R.マッカナリー   | ポゾ・デ・ルナ                                                     |
| 第55回 | 2014年3月8日  | Winning Prize   | ウイニングプライズ   | 牡5  | 1:32.44 | C.ナカタニ       | N.ドライスデール |                                                                    |
| 第56回 | 2015年3月7日  | Ring Weekend    | リングウィークエンド | 騸4  | 1:32.98 | D.ヴァンダイク   | H Graham Motion  |                                                                    |
| 第57回 | 2016年3月12日 | What a View     | ホワットアビュー     | 騸5  | 1:35.57 | K.デザーモ       | Kenneth Black    |                                                                    |
| 第58回 | 2017年3月11日 | Bal a Bali      | バルアバリ           | 牡7  | 1:33.86 | J.カステリャーノ | Richard Mandella |                                                                    |
| 第59回 | 2018年3月10日 | Bowies Hero     | ボウイズヒーロー     | 牡4  | 1:33.61 | C.ナカタニ       | Philip D'Amato   |                                                                    |
| 第60回 | 2019年3月30日 | Ohio            | オハイオ             | 騸8  | 1:33.71 | R.フェンテス     | Michael McCarthy | Eclipse Thotoughbred Partners                                      |
| 第61回 | 2020年3月7日  | River Boyne     | リバーボイン         | 牡5  | 1:33.88 | A.セディーロ     | Jeff Mullins     | Red Baron's Barn LLC and Rancho Temescal LLC                       |
| 第62回 | 2021年3月7日  | Hit The Road    | ヒットザロード       | 牡4  | 1:34.48 | F.ジェルー       | Dan Blacker      | D K Racing LLC & Taste Of Victory Stables Et Al                    |
| 第63回 | 2022年3月5日  | Count Again     | カウントアゲイン     | 騸7  | 1:33.24 | F.プラ           | Philip D'Amato   | Agave Racing Stable And Sam-son Farm                               |
| 第64回 | 2023年3月4日  | Gold Phoenix    | ゴールドフェニックス | 騸5  | 1:34.45 | 木村和士         | Philip D'Amato   | Little Red Feather Racing, Sterling Stables, LLC and Naify, Marsha |
| 第65回 | 2024年3月3日  | Du Jour         | デュジュール         | 騸6  | 1:33.95 | Flavien Prat     | Bob Baffert      | Baffert, Natalie J. and Lanni, Debbie                              |
| 第66回 | 2025年3月1日  | Formidable Man  | フォーミダブルマン   | 牡4  | 1:34.57 | U.リスポリ       | Michael McCarthy | Mr & Mrs William K Warren Jr                                       |